# فرانچسکا سایمون
فرانچسکا سایمون (به انگلیسی: Francesca Simon)، زاده ۲۳ فوریه ۱۹۵۵، داستان‌نویس آمریکایی که در لندن شمالی زندگی می‌کند.

## زندگی
فرانچسکا سایمون در سنت لوئیس، میزوری متولد شد. او در کالیفرنیا بزرگ شد و در دانشگاه ییل و آکسفورد تحصیل کرد و در رشته قرون وسطا و انگلیسی کهن فارغ‌التحصیل شد. نویسنده مورد علاقه او آنتونی ترولوپ است. پس از تولد پسرش در سال ۱۹۸۹، به نوشتن کتاب کودکان پرداخت. او بیش از ۵۰ کتاب برای کودکان منتشر کرده‌است که یکی از آنها مجموعه هنری زلزله است؛ که بیش از ۱۸ میلیون نسخه از آن به فروش رفته‌است. سایمون با همسرش مارتین استمپ و پسرش در لندن زندگی می‌کند.